# 대한외국인
《대한외국인》은 MBC 에브리원에서 방송되는 텔레비전 프로그램이다.

## 방송 개요
한국 거주 외국인 10명과 한국 연예인 5명이 한우(우승)를 놓고 대결하는 퀴즈 프로그램이다.

## 방송 시간
| 방송 채널    | 방송 기간                           | 방송 시간                 | 비고 |
| MBC 에브리원 |                                     |                           |      |
| ------------ | ----------------------------------- | ------------------------- | ---- |
| MBC 에브리원 | 2018년 10월 17일 ~ 2022년 12월 21일 | 매주 수요일 저녁 8시 30분 |      |

## 출연자

### MC
| MC     | 역할          | 기간                                | 회차           |
| ------ | ------------- | ----------------------------------- | -------------- |
| 김용만 | 진행          | 2018년 10월 17일 ~ 2022년 12월 21일 | 1부작~ 218부작 |
| 박명수 | 한국인팀 팀장 | 2018년 10월 17일 ~ 2022년 12월 21일 | 1부작~ 218부작 |

### 스페셜 MC
- 조우종 : 2019년 5월 22일 ~ 2019년 5월 29일
- 지석진 : 2019년 6월 5일 ~ 2019년 6월 12일, 2020년 12월 17일

### 한국인 패널

#### 개요
- 한국인의 구성은 5명으로 정해지는데 팀장인 박명수를 제외하고 4명이 매주 다른 패널로 구성된다. 1회부터 고정 패널로 활동해온 한현민이 있던 시절에는 때때로 한현민이 빠지고 4명의 게스트가 출연하는 경우도 있었다.

#### 전 고정 패널
| 패널   | 기간                               | 회차       |
| ------ | ---------------------------------- | ---------- |
| 한현민 | 2018년 10월 17일 ~ 2020년 7월 15일 | 1회 ~ 92회 |

### 외국인 패널
외국인의 구성은 10명으로 정해지는데 샘 오취리, 에바 코노노바, 럭키, 수잔 샤키야, 모에카, 안젤리나 다닐로바 등이 고정 패널로 나오며, 이들마저도 대부분 완전고정이 아니며 때에 따라 다르게 나온다.

#### 출연자 목록
- 안젤리나 다닐로바
- 사토 모에카
- 로미나
- 럭키
- 에바 코노노바
- 허배 알브레히트
- 존&맥
- 크리스 존슨
- 수잔 샤키야
- 안드레아스 바르사코풀로스
- 알베르토 몬디
- 다니엘 힉스
- 로이 알록
- 타일러 라쉬
- 테라다 타쿠야
- 크리스티안 부르고스
- 이렘 츠라이
- 알파고 시나씨
- 아비가일 알데레떼
- 폴서울
- 새미 라샤드
- 오네게
- 일리야 벨랴코프
- 일레인
- 프래
- 구잘
- 옌안
- 카를라
- 푸니타 바자즈
- 줄리안 퀸타르트
- 찬찬
- 기욤 패트리
- 복 위살봇
- 카메론

#### 전 고정 패널
- 샘 오취리 ( 1회 ~ 12회, 15회 ~ 33회, 36회 ~ 100회)

## 같이 보기
- 러브 인 아시아
- 삼청동 외할머니
- 헬로! 이방인
- 글로벌 아빠 찾아 삼만리
- 미녀들의 수다
- 비정상회담
- 다문화 고부열전
- 이웃집 찰스
- 글로벌 남편백서 내편, 남편
- 어서와~ 한국은 처음이지?
- 남의 나라 살아요 - 선 넘은 패밀리